# Risa Miyashita
Risa Miyashita (jap. 宮下 梨沙, Miyashita Risa; * 26. April 1984 in der Präfektur Osaka) ist eine japanische Leichtathletin, die sich auf den Speerwurf spezialisiert hat.

## Sportliche Laufbahn
Ihren ersten internationalen Wettkampf bestritt Risa Miyashita bei den Asienmeisterschaften 2011 in Kōbe, bei denen sie mit 52,37 m den vierten Platz belegte. Sie qualifizierte sich im selben Jahr auch für die Weltmeisterschaften in Daegu, bei denen sie mit 55,62 m in der Qualifikation ausschied. Zwei Jahre später gewann sie bei den Asienmeisterschaften in Pune mit 55,30 m die Bronzemedaille, wie auch bei den Asienmeisterschaften in Wuhan 2015 mit 54,76 m. Wiederum zwei Jahre später belegte sie bei den Asienmeisterschaften im indischen Bhubaneswar mit 54,72 m den fünften Platz und qualifizierte sich erneut für die Weltmeisterschaften in London, bei denen sie mit 53,83 m in der Qualifikation ausschied. 2018 nahm sie erstmals an den Asienspielen in der indonesischen Hauptstadt Jakarta teil und belegte dort mit 51,05 m Rang neun. Im Jahr darauf erreichte sie bei den Asienmeisterschaften in Doha mit einer Weite von 55,27 m den vierten Platz.
2011 und 2016 wurde Miyashita japanische Meisterin im Speerwurf. Sie absolvierte ein Lehramtsstudium für Sport an der Osaka University of Health and Sport Sciences.